# Logol jezik
Logol jezik (lukha; ISO 639-3: lof), kordofanski jezik iz sjevbernog Sudana. Jedini je i istoimeni predstavnik podskupine logol, šire skupine ebang-logol, kojim govori oko 2 600 ljudi u planinama Nuba, između Talodija i Bijelog Nila.
Pripadnici etničke grupe (pleme) zovu se Logol.

## Vanjske poveznice
- Ethnologue (14th)
- Ethnologue (15th)